# Microdesmus longipinnis
Microdesmus longipinnis är en fiskart som först beskrevs av Weymouth, 1910.  Microdesmus longipinnis ingår i släktet Microdesmus och familjen Microdesmidae. Inga underarter finns listade i Catalogue of Life.